# Menace to Society (album)
Pour les articles homonymes, voir Menace to Society.
Albums de Lizzy Borden
Love You to Pieces
(1985) Visual Lies
(1987)
Menace to Society est le second album studio de Lizzy Borden, sorti en 1986 sous le label Metal Blade Records.

## Liste des titres
1. Generation Aliens (Allen, Davis, Harges, Lizzy Borden, Nelson) 4:30
2. Notorious (Allen, Davis, Harges, Borden, Nelson) 4:14
3. Terror on the Town (Allen, Davis, Harges, Borden, Nelson) 5:20
4. Bloody Mary 4:40
5. Stiletto (Voice of Command) 3:30
6. Ultra Violence (Allen, Davis, Harges, Borden, Nelson) 4:08
7. Love Kills (Allen, Davis, Harges, Lizzy Borden, Nelson) 5:23
8. Brass Tactics 3:23
9. Ursa Minor 4:06
10. Menace to Society (Allen, Davis, Harges, Lizzy Borden, Nelson) 3:23

## Composition du groupe
- Lizzy Borden - chants
- Tony Matuzak - guitare
- Gene Allen - guitare
- Mike Davis - basse
- Joey Scott Harges - batterie